# ۱۱۵۳ (میلادی)
۱۱۵۳ (میلادی) هزار و صد و پنجاه و سومین سال تقویم میلادی است.

## درگذشتگان
- آنا کومننا، تاریخ‌نگار بیزانسی و دختر آلکسیوس یکم (ت. ۱۰۸۳)

‎